# ピカソ・トリガー エネミー・ゴールド指令
『ピカソ・トリガー エネミー・ゴールド指令』（原題：Enemy Gold）は、1993年に公開されたアクション・アドベンチャー映画で、ブルース・ペンホール、マーク・バリエール、スージー・シンプソンが出演している。監督はクリスチャン・ドリュー・シダリス、脚本はウェス・ラーンとシダリスが担当した。

## あらすじ
アメリカ南北戦争中、2人の兵士が森の奥深くにある大木の根元に埋まる金塊を発見する。
それから、100年以上後、同じ森では、FBI捜査官クリス（ブルース・ペンホール）とマーク（マーク・バーリエール）のコンビに、クリスの旧友でもある捜査官ベッキーを加えた3人の連邦捜査官が、冷酷な犯罪王サンティアゴ（ロドリゴ・オブレゴン）とその手下が運営する麻薬製造組織を摘発する任務に就いていた。しかし、何の相談もなく捜査を強行したことに対して、上司のディクソン（アラン・アブリュー）から咎められてしまい、結果的にクリスたちのチームを率いるエヴァ（タイ・コリンズ）から謹慎処分を言い渡されてしまう。
謹慎処分を受けたことで自由となったクリスとマークの2人は幼い頃夢中になった南北戦争時に秘密裏に埋蔵された南軍の将軍クォントリルの金塊を見つける旅に出る。
その一方で、サンティアゴは組織を捜査していたクリスたちを殺すために女殺し屋ジュエル・パンサー（ジュリー・ストレイン）を呼び寄せ、実はサンティアゴと裏で通じていた悪徳捜査官のディクソンらに命じて、彼女たちを追い詰めていく。
その後、クリスたちは偶然金塊を発見するも、彼らの通信を盗聴していたサンティアゴたちが金塊を狙うようになる。

## キャスト
- クリス・キャノン - ブルース・ペンホール：FBI捜査官
- マーク・オースティン - マーク・バリエール：FBI捜査官
- ベッキー・ミッドナイト - スージー・シンプソン
- エヴァ・ノーブル - タンキル・リサ・コリンズ（タイ・コリンズとしてクレジット）
- サンティアゴ - ロドリゴ・オブレゴン：表向きは高級クラブ″ジェントルマンズ・クラブ″のオーナーだが、裏では麻薬組織のボス。
- ジュエル・パンサー - ジュリー・ストレイン：女殺し屋

## 参照
- ガールズ・ウィズ・ガンズ